# Иоаким (Кавирис)
Митрополи́т Иоаки́м (греч. Μητροπολίτης Ιωακείμ в миру Спири́дон Кави́рис греч. 	Σπυρίδων Καβύρης; 12 декабря 1880, Силиврия, Восточная Фракия, Османская империя — 19 февраля 1974, Афины, Греция) — епископ Элладской православной церкви (формально также Константинопольской православной церкви), митрополит Александрупольский (1934—1967).

## Биография
Родился 12 декабря 1880 года в Силиврии, в Восточной Фракии в семье, происходившей из Хиоса.
Окончил Халкинскую богословскую школу.
В 1902 году митрополитом Эфесским Иоакимом (Евтииусом) был рукоположен в сан диакона.
В 1907 году окончил богословский институт Афинского университета.

### Епископское служение
28 октября 1917 года был избран титульным епископом Амфипольским.
5 ноября 1917 года в храме святителя Николая Галатского митрополитами Кесарийским Николаем, Прусским Дорофеем (Маммелисом), Силиврийским Евгением (Христодулу), Галлипольским Константином (Койдакисом) и Сарантским Агафангелом был хиротонисан в сан епископа Амфипольского.
В 1920 году был назначен епископ Галатским.
24 февраля 1922 года был избран митрополитом Имврским и Тенедским. В 1923 году отправился в Афины для лечения.
9 октября 1924 года был избран митрополитом Икарийским.
20 ноября 1926 года был избран митрополитом Суфлийским.
5 июня 1934 года он был избран управляющим Александрупольской митрополии.
24 января 1967 года он вышел в отставку по возрасту.
19 февраля 1974 года скончался в Афинах. 21 февраля 1974 года в храме святителя Николая в Александруполисе было совершено отпевание. Похоронен в Александруполисе.